# Renato Birolli

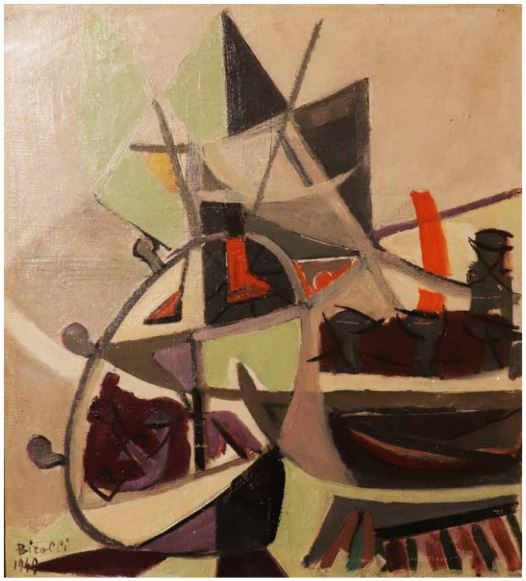
Renato Birolli
Trinité sur mer 1949, 1949
Parma, collezione privata

Renato Italo Birolli (Verona, 10 dicembre 1905 – Milano, 3 maggio 1959) è stato un pittore italiano.

## Biografia

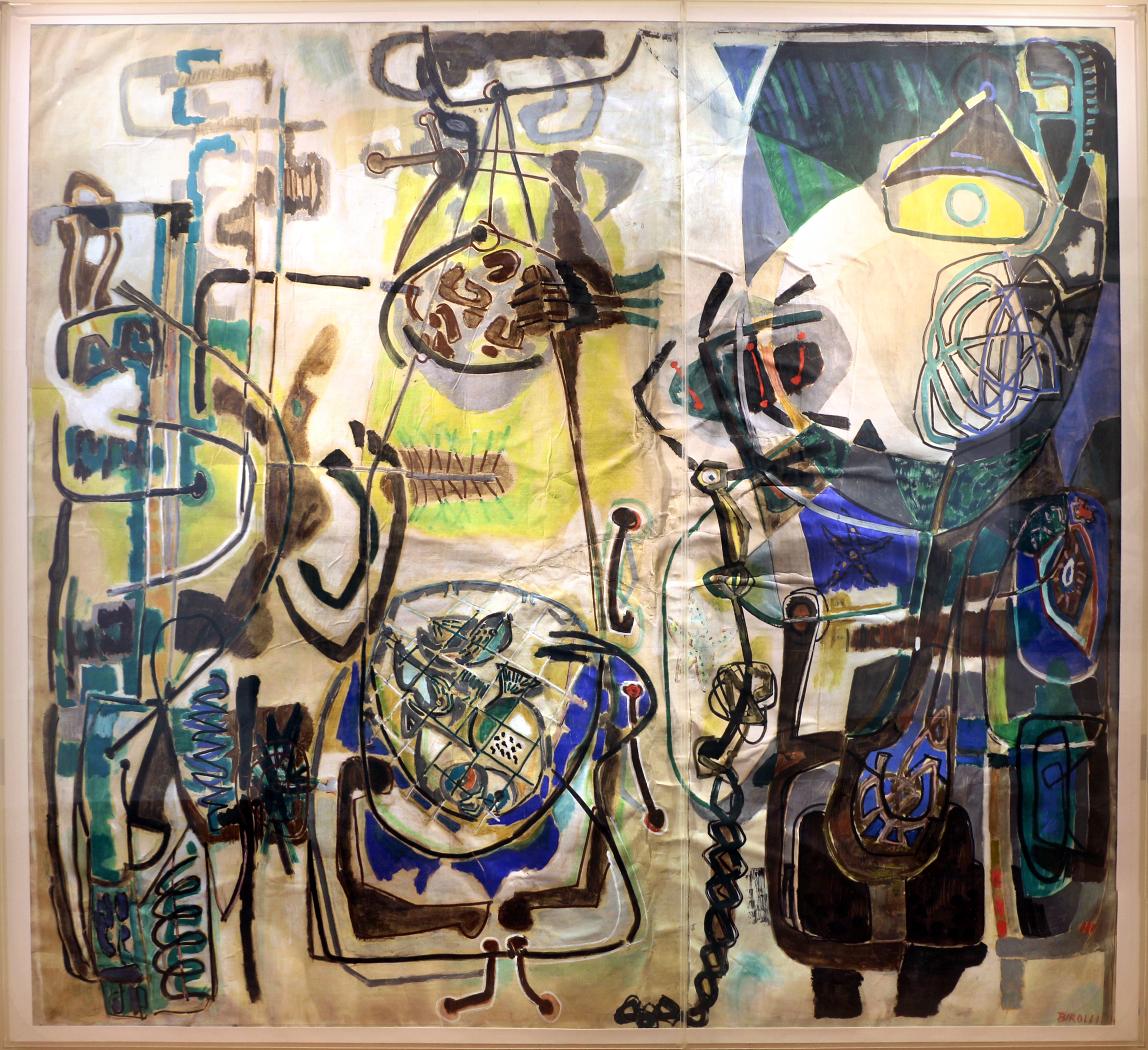
Composizione con elementi marini
bozzetto per mosaico, 1955
Collezione Mosaici Moderni della Pinacoteca Civica di Ravenna

Dopo aver studiato presso l'Accademia di Verona, si trasferì a Milano, dove, all'età di soli 23 anni, entra subito a far parte di un gruppo di avanguardia assieme a Renato Guttuso, Giacomo Manzù, Aligi Sassu, Edoardo Persico ed altri.
Nella prima metà degli anni '30 riuscì a creare un mondo poetico molto personale, attraverso quella che lui stesso definì una fabulazione figurativa. Sono di questi anni opere di intensa forza espressiva quali L'Angelo, Gineceo ed Il Caos.
Nel 1937 partecipa alla fondazione del movimento di Corrente, che vuol essere una nuova presa di posizione nei confronti dei maestri del Novecento.
Nel 1939 nasce il figlio Zeno Birolli futuro storico e critico d'arte ed esperto del Futurismo.
Dopo la seconda guerra mondiale, nel 1947, si trasferisce a Parigi: qui la sua evoluzione di pittore subisce una vera e propria svolta. Henri Matisse e Pablo Picasso esercitano su di lui una grande influenza orientandolo prima verso esperienze di tipo post-cubiste, quindi verso una forma di lirismo astratto.
Nella figura di Renato Birolli si rispecchia, insomma, tutto intero lo sforzo della cultura italiana d'adeguarsi ai più avanzati modelli europei, e questo concorre a rendere la sua opera, al di là dell'eccellenza dei risultati, altrimenti rappresentativa. Nel 1950 entra nel Gruppo degli Otto promosso da Venturi.
Compie lunghi soggiorni in provincia della Spezia, alle Cinque Terre, località tutte che ispireranno precisi esiti alla sua produzione artistica (Gli incendi). Nel 1949-1950, Birolli aderisce al progetto della importante collezione Verzocchi, sul tema del lavoro, inviando, oltre ad un autoritratto, l'opera "Il porto di Nantes".
Si pone in contrasto con la cultura ufficiale del PCI che privilegia un'arte prettamente realista.
Negli anni '50 entra anche in contatto con l'Action painting americana, senza però farsene influenzare. Raggiunge una ampia fama e a lui si devono numerosi scritti che rappresentano una testimonianza del suo impegno civile ed artistico.
Nel 1959, appena prima della morte, alcune sue opere (Il gineceo, Il roccolo, Dipinto e Dipinto) sono esposte alla mostra 50 anni d'arte a Milano. Dal divisionismo ad oggi, organizzata dalla Permanente.
È sepolto al Riparto EF Esterno di Ponente del Cimitero Monumentale di Milano, nella tomba 61.

## Nei musei
- Museo Novecento, Firenze
- CAMeC, La Spezia
- Pinacoteca Civica di Ravenna, Ravenna
- Pinacoteca Civica di Forlì, Forlì
- MAGI '900 - Museo delle eccellenze artistiche e storiche di Pieve di Cento
- Fondazione Biscozzi Rimbaud, Lecce
- Collezione Roberto Casamonti, Firenze
- Museo Arte Contemporanea, Lissone

## Archivio personale
Il suo archivio (dal 1925 al 1989) è stato donato dagli eredi nel 1998 all'Archivio contemporaneo Alessandro Bonsanti del Gabinetto Vieusseux.